# 매지컬 트리
《매지컬 트리》(Magical Tree, マジカル ツリー)는 코나미에서 만든 비디오 게임이며 요술나무라고 불리기도한다. 1984년에 만들어졌으며 스테이지는 총 10개가 있고 10스테이지에 2004M의 주인공인 아파치란 소년의 부모님이 기다리는 곳이 이게임의 마지막 스테이지가 된다. 당대의 아이들에게 인기가 많았던 게임이기도 하다. 이후 스테이지를 다 마쳤어도 다시 스테이지의 1부터 시작하여 난이도가 높아지기도 한다. 2명이 같이 플레이하는 것이 가능한 게임이다.

## 매지컬 트리의 등장인물
매지컬 트리는 크게 주인공인 아파치와 주인공의 부모님으로 나뉜다.
- . 아파치:이게임의 플레이어이며 주인공이다.
- . 아파치의 엄마
- . 아파치의 아빠

## 매지컬 트리의 스테이지
매지컬 트리의 스테이지는 총 10개의 스테이지가 존재한다.
- . 제1스테이지:매지컬 트리의 첫번째 스테이지로써 아침인 푸른색의 하늘을 배경으로 하고있고 굵은 나무줄기가 화면을 가르는 모양을 하고있다. 나무줄기는 지형판정이 없으며 나무가지만 지형판정이 있다. 어쩌다 사다리도 있으며 덩굴이 있는 줄기로 점프하면 덩굴을 탈수도 있다. 줄기의 양쪽간을 건너는것도 가능하며 스테이지의 끝에 다다르면 U자 모양으로 갈라지고 양쪽 방향으로 갈라지고 이사다리를 타면 제2구간으로 진입한다. 처음의 스테이지기에 난이도도 낮다.

- . 제2스테이지:매지컬 트리의 2번째 스테이지로써 화면 양쪽을 뒤엎는다. 제1구간과는 달리 나무줄기도 지형판정을 받으며 제2구간에선 명랑한 음악이 사라지고 음산한 음악이 들려오며 번개구름도 등장한다. 이부분만 제외하면 딱히 1구간과 차이점이 없으며 제2구간이 끝나는 구간부턴 갈라졌던 줄기가 U자형으로 다시 합쳐지며 역시 양쪽에 사다리가 있다. 이 사다리를 타고 올라가면 제3구간으로 진입한다. 배경색은 초록색으로 이제 낮에서 저녁으로 슬슬 넘어가는 분위기가 그려진다.

- . 제3스테이지:매지컬 트리의 3번째 스테이지로써 제1구간과 거의 동일하나 화면이 베이지색인 차이점이 있다. 이제 막 저녁으로 접어드는 시간대를 표현한듯 하다.

- . 제4스테이지:매지컬 트리의 4번째 스테이지로 제2구간과 큰차이점은 없으나 화면이 회색이며 제4구간을 벗어나면 화면을 뒤엎는 거대한 문이 있는데 올라가자마자 이문이 열리게 되어 스테이지가 완료된다.

- . 제5스테이지:매지컬 트리의 5번째 스테이지로 이스테이지와 8스테이지,9스테이지는 제3구간과 제4구간이 없으며 제2구간만 지나면 스테이지가 완료된다. 다만 제5구간은 제2구간이 제4스테이지의 제3구간과 제4구간의 합친 길이와 같으며 8스테이지는 제2구간이 1스테이지의 제2구간+제3구간+제4구간의 높이와 같다. 마지막 스테이지인 9스테이지는 제1스테이지의 제1구간+제2구간+제3구간을 합친거보다 약간 낮으며 제2구간은 제1스테이지의 제3구간+제4구간을 합친 길이와 비슷한 높이이다. 모두 밤을 배경으로 화면이 잡혀있다.

- . 제6스테이지:매지컬 트리의 6번째 스테이지로 제4스테이지와 비슷하나 화면이 베이지색인 차이점이 있다. 이때는 익일의 밤이 끝나고 새벽이 온 분위기가 든다.

- . 제7스테이지:매지컬 트리의 7번째 스테이지로 제3스테이지와 제4스테이지와 합친 느낌의 스테이지이다. 화면은 회색으로 변한다. 매지컬 트리의 주인공이 새벽과 아침,낮을 넘어 다음날의 저녁때까지 고생한 느낌이 나오는 스테이지이다.

- . 제8스테이지:매지컬 트리의 8번째 스테이지로 제5스테이지에서 서술한거처럼 이스테이지와 다음스테이지인 제9스테이지는 제3구간과 제4구간이 없다. 단 제2구간이 굉장히 길며 이스테이지부턴 난이도도 높다. 9스테이지와 함께 다음날 밤이 배경인 스테이지다.

- . 제9스테이지:매지컬 트리의 9번째 스테이지로 역시 제3구간과 제4구간은 없으나 대신 제1구간과 제2구간이 길다. 마지막에 다다렀기에 난이도도 높으며 다음날 밤이 주배경이다. 이스테이지를 넘기면 대망의 마지막 스테이지이자 엔딩을 볼 수 있는 10스테이지가 기다린다.

- . 제10스테이지:대망의 마지막 스테이지로 이곳에서 주인공인 아파치 소년에 부모님이 기다린다. 끝까지 잘올라와준 엄마와 아빠가 아들을 기특해하며 아들은 춤을 추는걸로 엔딩이 난다.

엔딩 스테이지인 제10스테이지는 해발 2004M로 가장 높은 마천루인 부르즈 할리파 빌딩의 2배가 넘는 아주 높은 높이를 자랑한다.

## 매지컬 트리의 아이템
매지컬 트리의 아이템은 다음과 같이 있다. 얻는 방법은 나무의 큰 구멍에 사과를 넣으면 되며 큰 구멍이 내뿜눈 색에 따라 나오는 아이템이 다르다.
- . 검정:방해꾼 벌레가 작은 구멍에서 나온다.
- . 파랑:200점짜리 다이아몬드가 나온다.
- . 하양:400점짜리 다이아몬드가 나온다.
- . 초록:600점짜리 다이아몬드가 나온다.

점수는 최대 3000점까지 낼수있는 아이템이 있으며 파워업은 없다. 점수를 하나씩 쌓으면 플레이어의 목숨수가 늘어나기 때문에 가급적이면 보물아이템을 획득해주는 것이 좋다.

## 매지컬 트리의 적들
매지컬 트리에는 스테이지마다 중간의 적들이 4명있는데 다음과 같다.
- . 올빼미:작은 구멍에서 갑자기 툭 튀어나오며 이리저리 날라다닌다. 튀어나오기전에 눈을 깜빡이며 사과로 퇴치가 가능하다.
- . 거대 애벌레:덩굴 줄기끝에서 오르락 내리락 한다. 가끔 덩굴을 탈때 정말 날렵한 속도로 플레이어를 쫓아오기도 한다. 이때는 재빨리 옆으로 점프해서 피해야 한다.
- . 방해꾼 벌레:큰 구멍이 검은색일 때 사과를 넣거나 1주차 후반부로 갈때나 아니면 2주차 이상일 때 작은 구멍에서 갑자기 툭 튀어나와 돌발상황을 연출하기도 한다. 나뭇가지를 기어다니면서 점프를 할수도 있으며 사과를 떨어뜨려 퇴치가 가능하다.
- . 번개구름:번개를 떨어뜨려 공격한다. 다만 구름 자체에는 어떠한 판정도 없다는 것이 위에 3명의 적들과 다른점이다. 번개구름은 번개를 떨어뜨리기전에 몸에서 여러가지색으로 빛나기 때문에 이를 잘보면 피할 수 있다. 번개구름들에게 번개공격을 당한다면 플레이어의 실수가 되어 플레이어의 목숨인 잔기가 깎이고 스테이지의 처음부터 다시 시작해야된다.

## 엔딩
스테이지를 모두 다 마치고 10스테이지의 정상에 오면 주인공인 아파치소년의 부모님이 웃으며 아들인 아파치 소년을 맞이해준다. 가족들과 상봉하면서 축하합니다의 문구가 뜨게 되며 다시 스테이지 1부터 시작해 난이도가 높아진채 다시 시작하기도 한다.

## 그 외의 이야기
이제 나온지 30년도 넘긴 고전오락이지만 당대의 어린이들에겐 최고의 명작인 오락이였다.